# Bølge
 For alternative betydninger, se Havbølge.
Bølger er svingninger, der forplanter sig. De kan udbrede sig i vakuum (elektromagnetiske bølger); de kan udbrede sig i et medium eller i en faseovergang mellem to medier.
De kendetegnes bl.a. ved at de flytter energi og ikke masse. Dog vibrerer masse lidt frem og tilbage. Det er grunden til at man ikke bliver båret af sted af bølgerne, hvis man er i vandet.
I en periodisk bølge er der konstant afstand mellem bølgetoppene. Disse skabes ved at udsende bølger med samme frekvens.

## Bølgers egenskaber
Alle bølger har en række egenskaber til fælles. Dem kalder man bølgeegenskaberne:
- Bølger kan interferere..
- Bølger kan gå om hjørner (diffraktion).
- Bølger kan reflekteres.
- Bølger kan brydes.

## Bølgers hastighed
Man kan udregne periodiske bølgers hastighed med en simpel formel. 
- v = f * λ

- v = bølgens hastighed [ m/s ]
- f = frekvens [ Hz ]
- λ (= lambda) = bølgelængde [ m ]

## Bølgetyper
Bølger deles op i:
- Tværbølger (Transversalbølger) – Der vibrerer på tværs af udbredelsesretningen.
  - Polarisation
    - Linear
      - Vandret (i forhold til Jorden)
      - Lodret (i forhold til Jorden)

    - Cirkulær
      - Venstredrejet
      - Højredrejet
- Længdebølger (Longitudinalbølger, trykbølger) – Der vibrerer i udbredelsesretningen.

## Eksempler
- Transversalbølger:
  - Havets bølger udbreder sig i faseovergangen mellem vand og luft og ca. 1 bølgelængde ned i vandet. Undervandsbåde mærker ikke overfladebølgerne, når de f.eks. er 50-100 meter nede.
  - Akustiske bølger i stof på fast form:
    - "Langsomme" men ødelæggende seismiske bølger – opstår ved jordskælv.

  - Elektromagnetiske bølger. F.eks. lys, radiobølger, røntgenstråler.
- Longitudinalbølger, trykbølger:
  - Akustiske bølger i stof på gas-, væske- eller fast form:
    - Lydbølger.
    - "Hurtige" og næsten ufarlige seismiske bølger, som normalt varsler, at de "langsomme" kraftige transversalbølger er på vej – opstår ved jordskælv.

I 2007 blev det offentliggjort at der findes en nyopdaget svag bølgetype på metaloverflader, som kaldes akustiske overfladeplasmoner.
Mange vanddyr som f.eks. hvaler kommunikerer vha. svage trykbølger halvvejs rundt om jorden.